# Pierre Rissient
Pierre Rissient, né le 4 août 1936 à Paris et mort le 6 mai 2018 dans la même ville, est un réalisateur, scénariste et producteur associé français. Il a exercé les fonctions d'attaché de presse et de conseiller artistique.

## Biographie
Dès le milieu des années 1950, Pierre Rissient est une figure connue des ciné-clubs français. Il est, d'autre part, l'un des fondateurs du cercle des cinéphiles du cinéma Mac Mahon à Paris dont il assure alors la programmation. Inventeur du célèbre « carré d'as » du Mac Mahon, il confie la présidence du Cercle d'abord à Joseph Losey, puis à Michel Déon. Grand admirateur du cinéma américain, il fait partie des premiers avec Patrick Brion, Jacques Lourcelles et Bertrand Tavernier à déceler l'importance de Jacques Tourneur, il défend avec passion des réalisateurs black listés comme Joseph Losey et Jules Dassin ou le scénariste Dalton Trumbo.
Il devient ensuite assistant réalisateur auprès de Jean-Luc Godard pour À bout de souffle (1960) puis de Michel Deville pour À cause, à cause d'une femme (1963). Il réalise en 1961 deux courts métrages, La Passe de Trois (dialogues de Michel Déon) et Les Genoux d'Ariane (dialogues d'Alain Archambault). Il a collaboré activement à la revue de Michel Mourlet, Présence du Cinéma (numéros 10, 14, 15 et 17). En 1965, il publie Joseph Losey, première monographie du cinéaste, aux Éditions universitaires. Attaché de presse avec Bertrand Tavernier, il aura été durant plus d'une quarantaine d'années conseiller artistique du festival de Cannes.
Grand découvreur de talents et l'un des introducteurs en Occident du cinéma asiatique, Pierre Rissient a été honoré de la médaille d'or Fellini par l'UNESCO en 2002. L'éminent critique américain Todd McCarthy lui a consacré un film, Pierre Rissient, homme de cinéma (2007). Il figure dans le générique de fin de La Mule, film de Clint Eastwood, dans l'hommage que ce dernier rend à cet ami disparu. Nicolas Pariser lui dédie son film Alice et le Maire.
En 2024, le cinéaste américain Richard Linklater réalise Nouvelle Vague (2025), un film sur le tournage d'À bout de souffle dans lequel il est incarné par Benjamin Cléry.

## Filmographie

### Réalisateur
- 1977 : Alibis
- 1982 : Cinq et la Peau

### Producteur associé
- 2000 : Boesman et Lena de John Berry
- 2001 : L'Anglaise et le duc d'Éric Rohmer

### Acteur
- 2002 : Resurrection of the Little Match Girl de Jang Sun-woo
- 2006 : En effet, cher Pierre Rissient, ceci aurait dû être votre Cinématon de Gérard Courant
- 2006 : Toussaint en juin de Gérard Courant
- 2015 : Jacques Tourneur, Le Médium, film de Alain Mazaris, Pierre Rissient est interviewé à plusieurs reprises

## Publication
- 1966 Losey, Editions Universitaires, Classiques du cinéma